# Luboš Jíra (1990)
Luboš Jíra (* 2. dubna 1990 Kadaň) je bývalý český sáňkař.
Startoval na Zimních olympijských hrách 2010, kde se v závodě dvojic umístil společně s Matějem Kvíčalou na 18. místě. Na evropských šampionátech dosáhl nejlépe 15. místa na ME 2010.
Jeho otec Luboš Jíra je rovněž bývalý sáňkař.